# عيسى بن عبد الله أبو عبد المنعم المدني
 طويس  اسمه عيسى بن عبد الله أبو عبد المنعم المدني مولى بني مخزوم. وكنيته أبو عبد المنعم، طويس لقب غلب عليه ، هو أول من غنى في المدينة بالعربية. كان بارعا في صناعته وكان طويلا مضطربا أحول العين، وكان مشؤوما. وشخصية عربية يضرب به المثل في الشؤم، فيُقال: «أشأم من طويس». وقد حدثني جحظة عن حماد بن إسحاق عن أبيه عن الواقدي عن ابن أبي الزناد: قال سعد بن أبي وقاص: كني طويس أبا عبد المنعم.

## الغناء في المدينة
كان طويس أول من غنى بالعربية في المدينة. أخبرنا الحسين بن يحيى عن حماد عن أبيه عن المسيبي ومحمد بن سلام الجمحي، وعن الواقدي ابن أبي الزناد؛ وعن المدائني عن زيد بن أسلم عن أبيه، وعن ابن الكلبي عن أبيه وعن أبي مسكين.
قالوا: أول من غنى بالعربي بالمدينة طويس، وكان طويلاً أحول يكنى أبا المنعم، مولى بني مخزوم، وكان لا يضرب بالعود. إنما كان ينقر بالدف، وكان ظريفاً عالماً بأمر المدينة وأنساب أهلها، وكان يتقى للسانه.
كان طويس ولعاً بالشعر الذي قالته الأوس والخزرج في حروبهم، وكان يريد بذلك الإغراء فقل مجلس اجتمع فيه هذان الحيان فغنى فيه طويس إلا وقع فيه شيء؛ فنهي عن ذلك، فقال: والله لا تركت الغناء بشعر الأنصار حتى يوسدوني التراب؛ وذلك لكثرة تولع القوم به، فكان يبدي السرائر ويخرج وكان يستحسن غناؤه ولا يصبر عن حديثه ويستشهد على معرفته، فغنى يوماً بشعر قيس بن الخطيم في حرب الأوس والخزرج وهو:
رد الخليط الجمال فانصرفوا... ماذا عليهم لو أنهم وقفوا
لو وقفوا ساعة " نسائلهم... ريث يضحي جماله السلف
فليت أهلي وأهل أثلة في ال... دار قريب من حيث نختلف
أبلغ بني جحجبي وقومهم... خطمة أنا وراءهم أنف
فلما بلغ إلى آخر بيت غنى فيه طويس من هذه القصيدة وهو:
تكلموا وانصرفوا وجرت بينهم دماء، وانصرف طويس من عندهم سليماً لم يكلم ولم يقل شيء سبب الحرب بين الأوس والخزرج قال إسحاق فحدثني الواقدي وأبو البختري، قالا: قال قيس بن الخطيم هذه القصيدة لشغب أثاره القوم بعد دهر طويل. ونذكر سبب أول ما جرى بين الأوس والخزرج من الحرب: قال إسحاق قال أبو عبد الله اليزيدي وأبو البختري، قالا: قال قيس بن الخطيم هذه القصيدة لشغب أثاره القوم بعد دهر طويلٍ.
جلس يوماً فغنّى في مجلس فيه ولد لعبد الله بن أبي أمية:
«تغترق الطرف وهي لاهية» إلى آخر البيتين؛ فأشير إلى طويس أن اسكت؛ فقال: والله ما قيل هذان البيتان في ابنة غيلان بن سلمة وإنما هذا مثل ضربة هيت في أم بريهة؛ ثم التفت إلى ابن عبد الله فقال: يابن الطاهر، أوجدت علي في نفسك؟ أقسم بالله قسماً حقاً لا أغني بهذا الشعر أبداً. أضافه عبد الله بن جعفر فأكرمه وغناه.

### اهازيج
قالوا: وأول غناء غناه وهزج به:

### في منزل طويس
قال إسحاق وحدثنا أبو الحسن الباهلي الراوية عن بعض أهل المدينة، وحدثنا الهيثم بن عدي والمدائني، قالوا: كان عبد الله بن جعفر معه إخوان له في عشية من عشايا الربيع، فراحت عليهم المساء بمطر جود فأسأل كل شيء؛ فقال عبد الله: هل لكم في العقيق؟ - وهو منتزه أهل المدينة في أيام الربيع والمطر - فركبوا دوابهم ثم انتهوا إليه فوقفوا على شاطئه وهو يرمي بالزبد مثل مد الفرات، فإنهم لينظرون إذ هاجت السماء، فقال عبد الله لأصحابه ليس معنا جنة نستجن بها وهذه سماء خليقة أن تبل ثيابنا، فهل لكم في منزل طويس فإنه قريب منا فنستكن فيه ويحدثنا ويضحكنا؟ وطويس في النظارة يسمع كلام عبد الله بن جعفر؛ فقال له عبد الرحمن بن حسان بن ثابت: جعلت فداءك! وما تريد من طويس عليه غضب الله: شائن لمن عرفه؛ فقال له عبد الله: لا تقل ذلك، فإنه مليح خفيف لنا فيه أنس؛ فلما استوفى طويس كلامهم تعجل إلى منزله فقال لامرأته: ويحك! قد جاءنا عبد الله بن جعفر سيد الناس، فما عندك؟ قالت: نذبح هذه العناق، وكانت عندها عنيقة قد ربتها باللبن، واختبز خبزاً رقاقاً؛ فبادر فذبحها وعجنت هي. ثم خرج فتلقاه مقبلاً إليه؛ فقال له طويس: بأبي أنت وأمي؛ هذا المط، فهل لك في المنزل فتستكن فيه إلى أن تكف السماء؟ قال: إياك أريد؛ قال: فامضِ ياسيدي على بركة الله، وجاء يمشي بين يديه حتى نزلوا، فتحدثوا حتى أدرك الطعام، فقال: بأبي أنت وأمي، تكرمني إذ دخلت منزلي بأن تتعشى عندي؛ قال: هات ما عندك؛ فجاءه بعناقٍ سمينةٍ ورقاق، فأكل وأكل القوم حتى تملئوا، فأعجبه طيب طعامه، فلما غسلوا أيديهم قال: بأبي أنت وأمي، أتمشى معك وأغنيك؟ قال: إفعل يا طويس؛ فأخذ ملحفة فأتزر بها وأرخى بها ذنبين، ثم أخذ المربع فتمشى وأنشأ يغني:
فطرب القوم وقالوا أحسنت والله يا طويس. ثم قال: يا سيدي، أتدري لمن هذا الشعر؟ قال: لا والله، ما أدري لمن هو، إلا أن سمعت شعراً حسناً؛ قال: هو لفارعة بنت ثابت أخت حسان بن ثابت وهي تتعشق عبد الرحمن بن الحارث بن هشام المخزومي وتقول فيه هذا الشعر؛ فنكس القوم رؤوسهم، وضرب عبد الرحمن برأسه على صدره، فلو شقت الأرض له لدخل فيها. قال أبو الفرج الأصبهاني: هذه الأبيات، فيما ذكر الحرمي بن أبي العلاء عن الزبير بن بكار، لابن زهير.

## شؤمه
قيل لأنه ولد يوم مات رسول الله (ﷺ)، وفطم يوم توفي الصديق، واحتلم يوم قتل عمر، وتزوج يوم قتل عثمان، وولدٌ له يوم قتل الحسين بن علي، وقيل: ولد له يوم قتل علي حكاه ابن خلكان وغيره.
قالوا: وسئل عن مولده فذكر أنه ولد يوم قبض رسول الله ﷺ، وفطم يوم مات أبو بكر، وخثن يوم قتل عمر، وزوج يوم قتل عثمان، وولد له ولد يوم قتل علي. قال وقيل: إنه ولد له ولد يوم مات الحسن بن علي. قال: وكانت أمي تمشي بين نساء الأنصار بالنميمة.
بعض ما روي عن شؤمه قال إسحاق: أخبرني الهيثم بن عدي قال قال صالح بن حسان الأنصاري أنبأني أبي قال: اجتمع يوماً جماعة بالمدينة يتذاكرون أمر المدينة إلى أن ذكروا طويساً، فقالوا: كان وكان؛ فقال رجل منا: أما لو شاهدتموه لرأيتم ما تسرون به علماً وظرفاً وحسن غناء وجودة نقرٍ الدف، ويضحك كل ثكلى حرى؛ فقال بعض القوم: والله إنه على ذلك كان مشؤوماً؛ وذكر خبر ميلاده كما قال الواقدي، إلا أنه قال: ولد يوم مات نبينا ﷺ، وفطم يوم مات صديقنا، وختن يوم قتل فاروقنا، وزوج يوم قتل نورنا، وولد له يوم قتل أخو نبينا؛ وكان مع ذلك يكيدنا ويطلب عثراتنا؛ وكان مفرطاً في طوله مضطرباً في خلقه أحول. فقال رجل من جلة أهل المجلس: لئن كان كما قلت لقد كان ممتعاً فهما يحسن رعاية من حفظ له حق المجالسة، ورعاية حرمة الخدمة، وكان لا يحمل قول من لا يرعى له بعض ما يرعاه له.

## يحب قريشاً ويحبونه
كان يحب قريشاً ويحبونه، ولقد كان معظماً لمواليه بني مخزوم. ومن والأهم من سائر قريش، ومسالماً لمن عاداهم دون التحكيك به؛ وما يلام من قال بعلم وتكلم على فهم، والظالم الملوم، والبادئ أظلم. فقال رجل آخر: لئن كان ما قلت لقد رأيت قريشاً يكتنفونه ويحدقون به ويحبون مجالسته وينصتون إلى حديثه ويتمنون غناءه، وما وضعه شيء إلا خنثه ولولا ذلك ما بقي رجل من قريش والأنصار وغيرهم إلا أدناه.
أخبرني رضوان بن أحمد الصيدلاني قال حدثنا يوسف بن إبراهيم قال حدثني أبو إسحاق إبراهيم بن المهدي قال حدثني إسماعيل بن جامع عن سياط قال: كان أول من تغنى بالمدينة غناء " يدخل في الإيقاع طويس، وكان مولده يوم مات رسول الله صلى الله عليه وسلم، وفطامه في اليوم الذي نوفي فيه أبو بكر، وختانه في اليوم الذي قتل فيه عمر، وبناؤه بأهله في اليوم الذي قتل فيه عثمان، وولد له يوم قتل علي رضوان الله عليهم أجمعين، وولد وهو ذاهب العين اليمنى.

## لقب الذائب
كان يلقب بالذائب، وإنما لقب بذلك لأنه غنى:

## طويس والرجل المسحور
قال إسحاق وقال المدائني قال مسلمة بن محارب حدثني رجل من أصحابنا قال: خرجنا في سفرة ومعنا رجل، فانتهينا إلى وادٍ فدعونا بالغداء، فمد الرجل يده إلى الطعام فلم يقدر عليه، وهو قبل ذلك يأكل معنا في كل منزل، فخرجنا نسأل عن حاله فلقينا رجلاً طويلاً أحول الخلق في زي الأعراب، فقال لنا: مالكم؟ فأنكرنا سؤاله لنا، فأخبرنا خبر الرجل؛ فقال: ما اسم صاحبكم؟ فقلنا: أسيد؛ فقال: هذا واد قد أخذت سباعه فارحلوا، فلو قد جاوزتم الوادي استمر صاحبكم وأكل. قلنا في أنفسنا: هذا من الجن، ودخلتنا فزعة؛ ففهم ذلك وقال: ليفرخ روعكم فأنا طويس. قال له بعض من معنا من بني غفار أو من بني عبس: مرحباً بك يا أبا عبد النعيم، ما هذا الزي! فقال: دعاني بعض أودائي من الأعراب فخرجت إليهم وأحببت أن أتخطى الأحياء فلا ينكروني. فسألت الرجل أن يغنينا؛ فاندفع ونقر بدف كان معه مربعٍ، فلقد تخيل لي أن الوادي ينطق معه حسناً، وتعجبنا من علمه وما أخبرنا «به» من أمر صاحبنا.
وكان الذي غنى به شعر عروة بن الورد في سلمى امرأته الغفارية حيث رهنها على الشراب:

## وفاته
مات سنة اثنتين وتسعين. كانت وفاته في هذه السنة عن ثنتين وثمانين سنة بالسويداء وهي على مرحلتين من المدينة.
قيل أتي طويس وهو في بني الحارث بن الخزرج من المدينة، وهو يغني بشعر حسان بن ثابت:
فأخبر بمقالة مروان فيهم؛ فقال: أما فضلني الأمير عليهم بفضل حتى جعل في وفيهم أمراً واحداً! ثم خرج حتى نزل السويداء - على ليلتين من المدينة في طريق الشأم - فلم يزل بها عمره، وعمر حتى مات في ولاية بن الوليد بن عبد الملك.